# Romero Lubambo

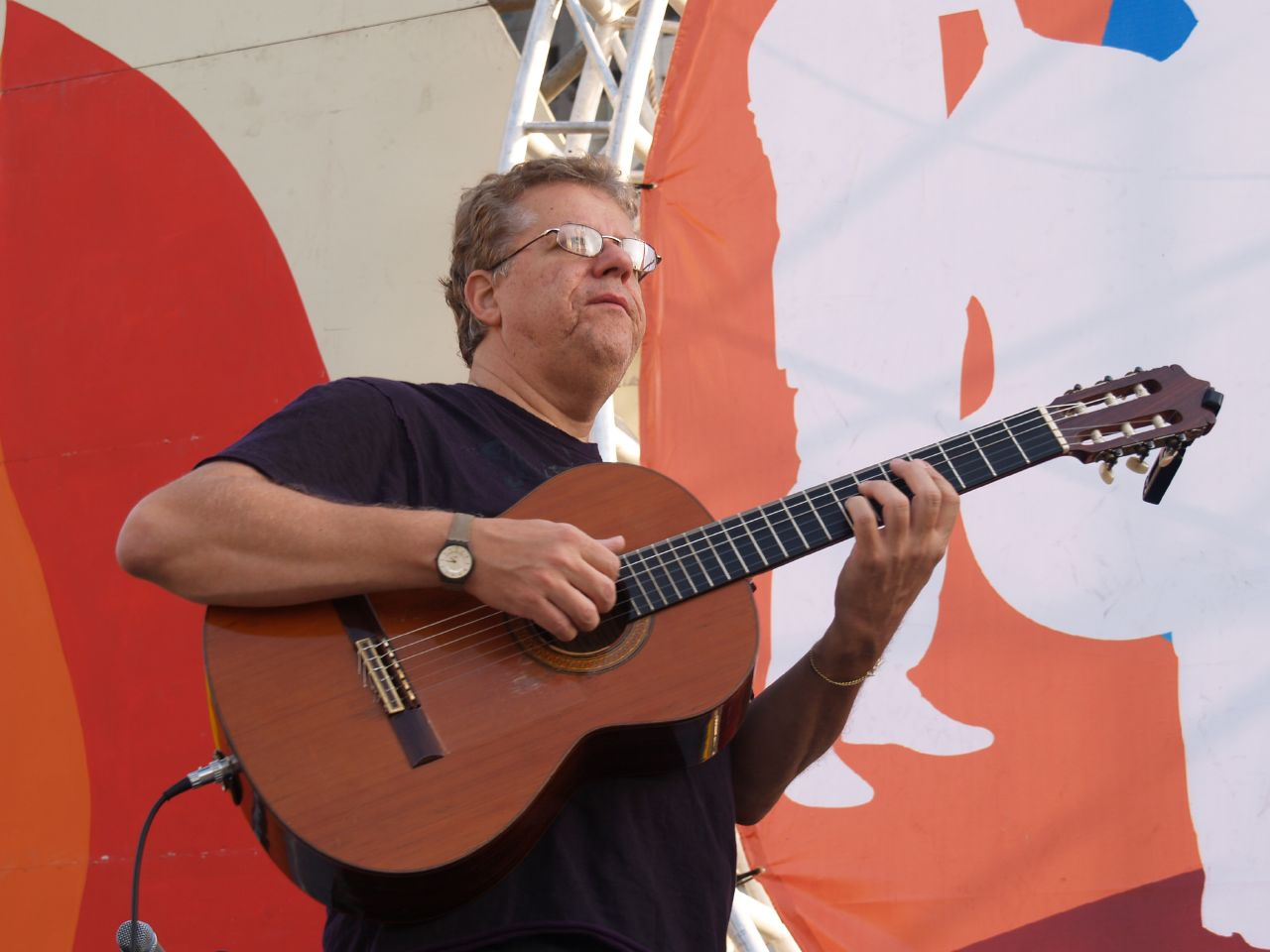
Romero Lubambo (2006)

Romero Lubambo (* 20. Juli 1955 in Rio de Janeiro) ist ein brasilianischer Bossa-Nova- und Jazzgitarrist.

## Leben und Wirken
Lubambo lernte bereits sehr früh Piano. Im Alter von dreizehn Jahren wechselte er zur klassischen Gitarre. 1978 schloss er seine Studien an der Musikschule Villa-Lobos in seiner Geburtsstadt ab. 1980 absolvierte er sein Ingenieursstudium an Pontifícia Universidade Católica do Rio de Janeiro. 1985 zog er in die USA, wo er als gefragter Studiomusiker mit Astrud Gilberto, Dianne Reeves, Michael Brecker, Al Jarreau, Kathleen Battle, Harry Belafonte, Grover Washington, Jr., Luciana Souza, Sergio Assad, Ivan Lins, Dizzy Gillespie, Sadao Watanabe, Paquito D’Rivera, Yo-Yo Ma, Onaje Allan Gumbs (Remember Their Innocence, 2005) und Ryan Truesdell (Centennial – Newly Discovered Works of Gil Evans) aufnahm, aber auch in den Gruppen von Herbie Mann, George Garzone, Dave Douglas, Wolfgang Lackerschmid, Maucha Adnet, Flora Purim und Airto Moreira spielte. Seit 1990 stellte er sich auf eigenen Alben vor und trat auch in Duos, beispielsweise mit David Chesky, auf. Mit Duduka da Fonseca und Nilson Matta bildete er das Trio da Paz, mit dem er seit 1992 mehrere Alben veröffentlichte.

## Diskographische Hinweise
- Autonomia (1990)
- Face to Face, mit Weber Drummond (1993, GSP)
- Shades of Rio, mit Raphael Rabello (1993)
- Two (1994, GSP)
- Lubambo (1999, Avant)
- César Camargo Mariano & Romero Lubambo Duo (2002)
- Brazilian Routes (2002)
- Rio de Janeiro Underground (2003, Victor Records)
- Romero Lubambo & Lica Cecato (2003, Sony)
- Romero Lubambo & Leny Andrade Coisa Fina (2003)
- Softly (2006)
- Bons Amigos (2011)